# Villars-lès-Blamont
Villars-lès-Blamont är en kommun i departementet Doubs i regionen Bourgogne-Franche-Comté i östra Frankrike. Kommunen ligger i kantonen Hérimoncourt som tillhör arrondissementet Montbéliard. År 2022 hade Villars-lès-Blamont 467 invånare.

## Befolkningsutveckling
Antalet invånare i kommunen Villars-lès-Blamont
Referens:INSEE